# Jimmy Carter
James Earl "Jimmy" Carter, Jr., född 1 oktober 1924 i Plains i Georgia, död 29 december 2024 var en amerikansk affärsman, filantrop och politiker för demokraterna som var USA:s 39:e president 1977–1981.
Carter var guvernör i delstaten Georgia 1971–1975. År 1976, då nationellt okänd, valdes han till demokraternas presidentkandidat, och besegrade i valet den sittande republikanske presidenten Gerald Ford. Hans största framgång som president var Camp David-avtalen 1978, som innebar ett fredsavtal mellan Egypten och Israel. Carters sista år som president tyngdes av gisslandramat på amerikanska ambassaden i Iran, ett misslyckat försök att frita gisslan, bensinkris och den sovjetiska invasionen av Afghanistan. Han förlorade presidentvalet 1980 mot republikanernas kandidat Ronald Reagan.
Han mottog Nobels fredspris år 2002 för sina ansträngningar för fred och mänskliga rättigheter. Carter avled 100 år gammal i december 2024.

## Uppväxt, familj, yrkesliv och religion

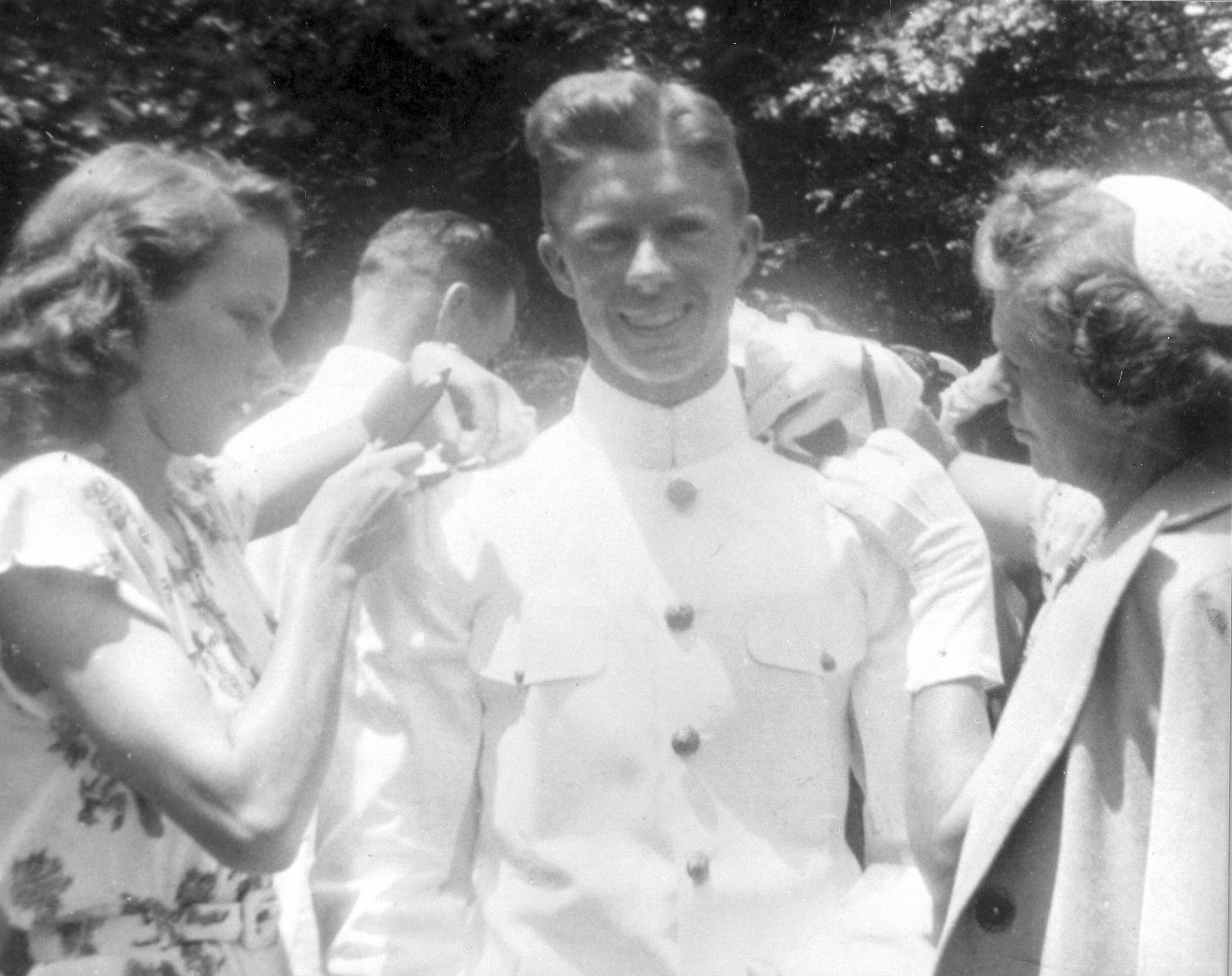
Carter med Rosalynn Smith och hans mor fäster hans gradbeteckningar vid hans examen från United States Naval Academy i Annapolis, Maryland, 5 juni 1946

James Earl "Jimmy" Carter växte upp utanför Plains, Georgia. Fadern, James Earl Carter den äldre (1894–1953), var jordnötsfarmare och affärsinnehavare och modern, Lillian Gordy (1898–1983), var sjuksköterska. Han hade tre yngre syskon, bland dem Billy Carter. 
1943 antogs Carter till United States Naval Academy i Annapolis och examinerades med en Bachelorexamen och graden ensign (ungefär fänrik) i juni 1946. Den 7 juli 1946 gifte sig Carter med Rosalynn Smith (1927–2023). De fick fyra barn: Jack (f. 1947), James Earl III "Chip" (f. 1950), Jeffrey (f. 1952) och Amy (f. 1967). 1948 började Carter utbildningen för ubåtstjänst och tjänstgjorde ombord på USS Pomfret. 1951 förflyttades Carter till ubåten USS Barracuda. 1952 anslöt Carter till det spirande amerikanska atomubåtsprogrammet under ledning av Hyman G. Rickover. Rickover som var ökänd för sina höga krav på sina medarbetare, kom enligt Carter att vara en stor påverkan på hans liv. Carter började en tremånaders tjänstgöring vid Naval Reactors i Washington D.C. Den 12 december 1952 drabbades den kanadensiska forskningsreaktorn NRX vid Chalk River Laboratories av en partiell härdsmälta som fyllde reaktorbyggnadens källare med radioaktivt spillvatten. Carter skickades att leda en amerikansk enhet som deltog i uppröjningsarbetet efter olyckan.
I mars 1953 började Carter en sexmånaders kurs i reaktorteknik vid Union College som förberedelse för tjänsten som  maskinchef på den andra amerikansk atomubåten USS Seawolf. Faderns död i bukspottkörtelcancer i juli 1953 fick Carter att ansöka om avsked från aktiv tjänstgöring för att ta över familjens jordnötsodling.
Carter var baptist och var verksam som söndagsskollärare.

## USA:s president
I sitt installationstal som president 20 januari 1977 tackade Carter å egna och å landets vägnar sin företrädare Gerald R. Ford för att ha bringat lugn och stabilitet i landet efter det trauma som Watergateskandalen och president Richard Nixons påtvingade avgång hade inneburit.
Carter menade att energiförsörjningen och fredsfrågorna var viktiga. Under hans tid som president skrev USA 1977 på avtalet med Panama om att återlämna Panamakanalen år 1999. USA var under hans presidenttid med och medlade då Egypten och Israel slöt fred vid ett avtal i USA den 17 september 1978, de så kallade Camp David-avtalen. Detta blev hans största politiska framgång. Andra framgångar var att fullständiga diplomatiska förbindelser etablerades med Folkrepubliken Kina och SALT II-avtalet om nedrustning. För att säkerställa energitillgången i framtiden skapade Carter USA:s energidepartement.
En motgång för både Carter och USA var gisslankrisen i Iran. 52 amerikanska medborgare hölls från november 1979 som gisslan på den amerikanska ambassaden i Teheran. Ett försök att frita gisslan med hjälp av helikoptrar slutade i fiasko och utrikesministern Cyrus Vance avgick i protest. Krisen var en viktig anledning till att Carter senare förlorade presidentvalet mot Ronald Reagan 1980. Den 20 januari 1981, bara minuter efter att Carter lämnat presidentposten, släpptes gisslan fri, och krisen, som varat i 444 dagar, var över.

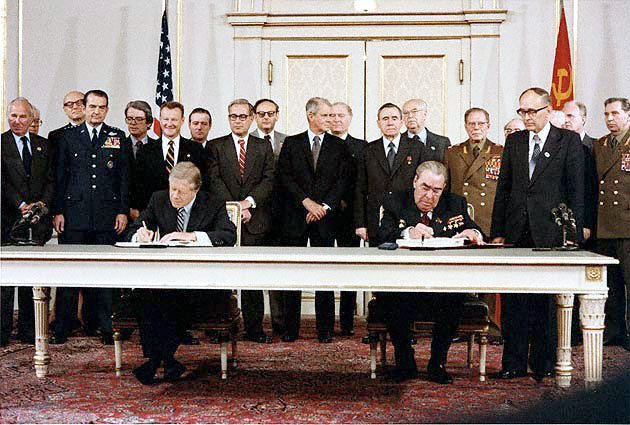
Jimmy Carter och Sovjetunionens Leonid Brezjnev skriver på SALT II-avtalet i Wien den 18 juni 1979.

Carter hade svårt att få igenom sin inrikespolitik eftersom han motarbetades av demokraternas ledare i kongressen.
Sovjetunionens invasion av Afghanistan (1979–1989) markerade slutet på perioden av avspänning i kalla kriget. Jimmy Carter gick åt höger, bojkottade sommar-OS i Moskva 1980 och återuppbyggde USA:s armé.
Zbigniew Brzezinski var en viktig säkerhetspolitisk rådgivare för Carter.

### Eländesindex
Jimmy Carters tid som president inleddes i efterdyningarna av den första oljekrisen och avslutades med den andra oljekrisen. Han lyckades inte reducera de stigande räntorna och den ökande inflationen, och lyckades ej heller minska arbetslösheten. Det så kallade eländesindex (engelska misery index), som Carter själv använde för att mäta ekonomiskt välstånd (eller snarare brist på det), ökade med 50 procent på fyra år. I presidentvalskampanjen 1976 mot den sittande presidenten Ford hade Carter upprepade gånger hänvisat till eländesindexet, som då var 13,5 procent. Han hävdade att ingen person som var ansvarig för att ha gett landet ett så högt eländesindex ens hade rätt att be om att få bli president. År 1980, då Carter försökte bli omvald, hade eländesindex nått nästan 22 procent. Den ekonomiska utvecklingen var ett viktigt skäl till att Carter förlorade valet mot Reagan.

## Presidentvalet 1980
Efter att ha haft höga opinionssiffror under de första åren dalade Carters popularitet kraftigt under 1980. Han utmanades av Ted Kennedy som Demokraternas kandidat inför presidentvalet 1980, men denne drog tillbaka sin kandidatur efter att Carter vunnit 24 primärval mot Kennedys 10. 
Carter förlorade sedan med stor marginal presidentvalet mot Republikanernas Ronald Reagan. I procent av folkets röster blev resultatet ungefär 51 % för Reagan och 41 % för Carter. Reagan vann i 44 av 50 stater och i elektorsröster blev resultatet 489–49.

### Kaninincidenten

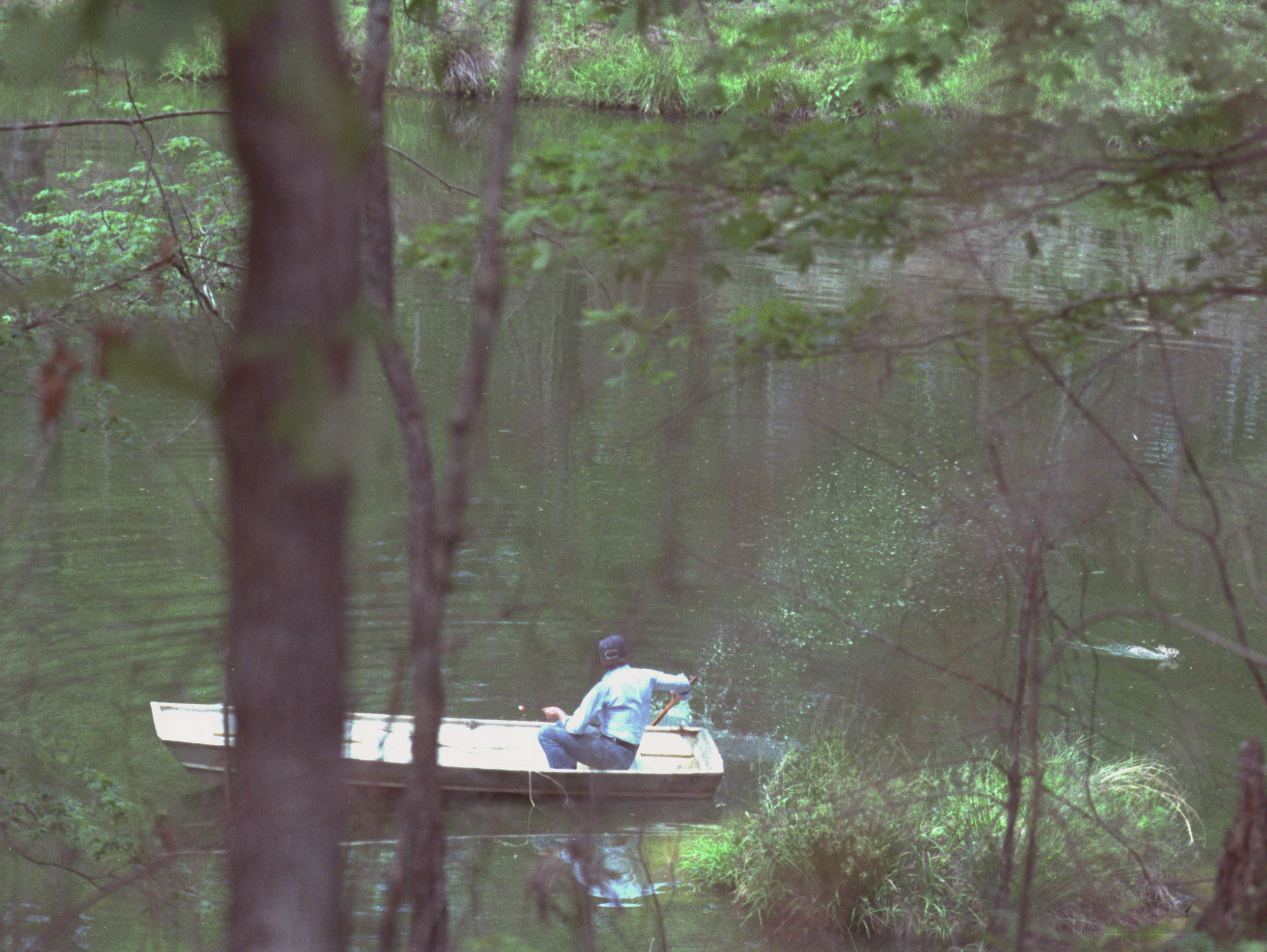
Kaninincidenten fastnade på bild.

Under Carters presidentkampanj uppmärksammades en händelse med en bomullssvanskanin (Sylvilagus aquaticus) vid hans sommarstuga. En simmande kanin, kanske sjuk eller flyende från något rovdjur, försökte borda presidentens lilla roddbåt, men han lyckades schasa bort djuret med paddeln. Några månader senare råkade Carters pressekreterare Jody Powell nämna den "lustiga händelsen" han bevittnat för journalisten Brooks Jackson. Kort därefter hamnade historien på första sidan i Washington Post och rapporterades på kvällsnyheterna på alla större TV-kanaler. Detta ledde bland annat Carter i gräl med djurrättsaktivister om huruvida han hade slagit kaninen med sin paddel. För kritikerna till hans presidentår blev saken en symbol för Carters svaghet och oförmåga att prioritera.

## Efter presidenttiden

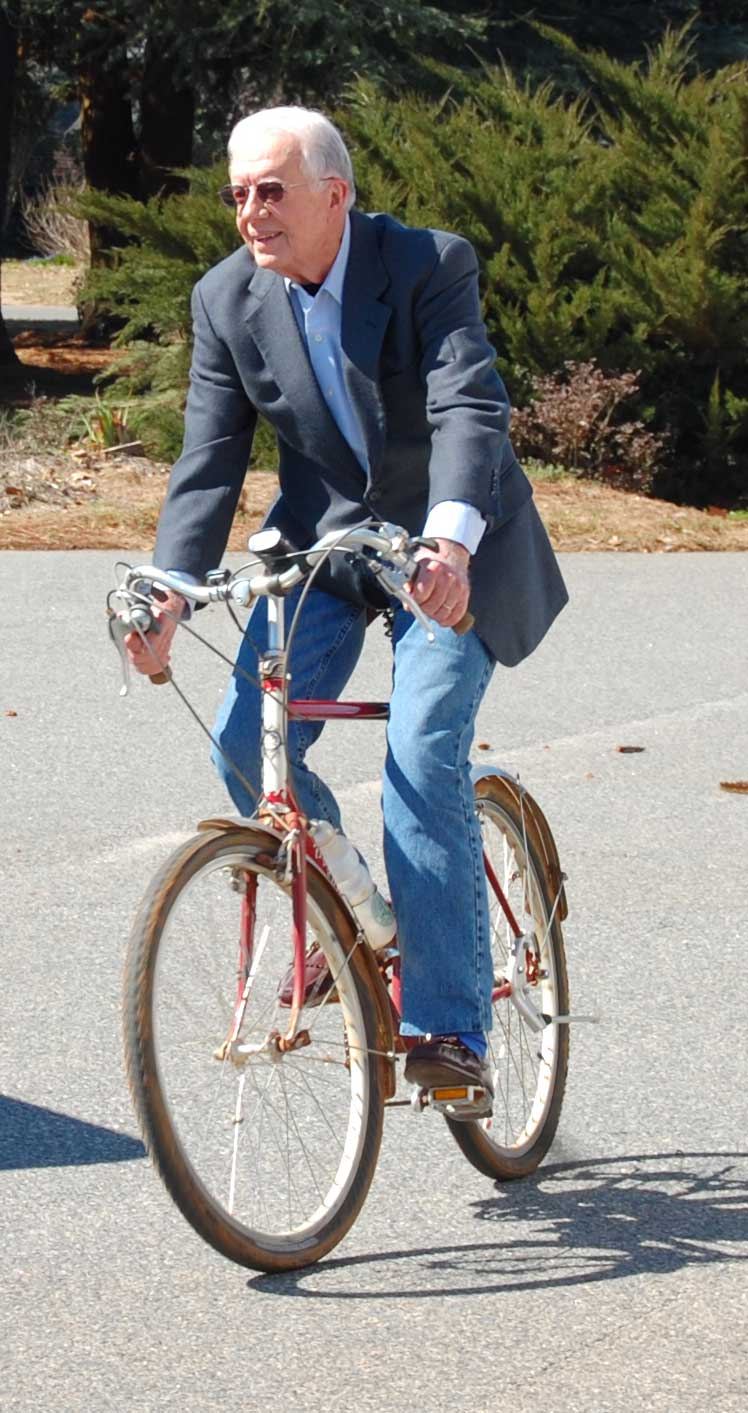
Carter på en cykeltur i Plains, Georgia (2008)

### Internationella uppdrag och Nobels fredspris
Efter tiden som president har Carter arbetat med frågor inom mänskliga rättigheter och demokrati.
Carter har varit medlare i olika militära konflikter och valbevakare i latinamerikanska och afrikanska stater. Dessutom var hälsovård en huvuduppgift för honom. Han bidrog till att miljoner människor blev av med parasiten guineamask.
Världskända blev Carters medlingsinsatser i Haiti och Bosnien och Hercegovina 1994. För sina ansträngningar för fred och mänskliga rättigheter fick Carter 2002 Nobels fredspris. Han är därmed, efter Theodore Roosevelt och Woodrow Wilson, den tredje amerikanske presidenten som har fått denna utmärkelse. Barack Obama blev den fjärde, som mottog priset 2009.

### Palestina: Fred inte apartheid
I slutet av 2006 publicerade Carter boken Palestina: Fred inte apartheid (Palestine: Peace Not Apartheid) där han hävdar att Israels fortsatta expansion av bosättningar på Västbanken är det viktigaste hindret för fred i Mellanöstern. Han menar också att situationen i Västbanken påminner om Sydafrika under apartheid, eftersom israeler och palestinier lever under olika juridisk reglering. Boken, och särskilt anklagelsen om apartheid, ledde till kraftiga reaktioner från Israel-vänner i USA. Organisationen Anti-Defamation League anklagade honom för antisemitism och ledande demokrater distanserade sig från Carter.

## Övrigt
- Vid president Gerald R. Fords begravning i Rapid City, Michigan, den 3 januari 2007 upprepade Carter orden från sitt installationstal, och sade att just den delen har han mottagit mest beröm för avseende installationstalet: "Jag vill såväl å mina egna som nationens vägnar tacka min företrädare för allt han gjort för att hela vårt land".

- I anslutning till Gerald Fords begravning, sade Carter apropå firandet av Vita husets 200-årsjubileum i november 2000, att det han mindes bäst från den händelsen var när två framstående historiker sade, att vänskapen mellan Ford och Carter var den varmaste och hjärtligaste mellan två amerikanska presidenter i historien.

- Carter blev 2012 den president som levt längst tid efter sin ämbetsperiod. Det tidigare noteringen hade Herbert Hoover, som levde i 31 år efter att ha blivit ersatt som president av Franklin D. Roosevelt. När George Bush den äldre avled 2018 blev Carter även den äldste av USA:s levande ex-presidenter. Den 22 mars 2019 blev Carter den äldste före detta presidenten genom tiderna i USA, då han passerade George Bush den äldres levnadsålder (drygt 94 år). Den 1 oktober 2024 blev han också den förste amerikanske president som uppnådde åldern 100 år.

- I februari 2023 meddelade Cartercentret att Jimmy Carter får hospicevård i sitt hem.[6]